# قانون مبارزه با پول‌شویی
قانون مبارزه با پول‌شویی اصلی‌ترین قانون حاکم بر اقدامات ضد پول‌شویی (به انگلیسی: Anti Money Laundering یا AML) در ایران است. این قانون مشتمل بر دوازده ماده و هفت تبصره در جلسه علنی روز سه‌شنبه ۲ بهمن ۱۳۸۶ مجلس شورای اسلامی تصویب شد و در تاریخ ۱۷ بهمن ۱۳۸۶ به تأیید شورای نگهبان رسید.

## ایجاد شورای عالی مبارزه با پول‌شویی
به موجب ماده ۴ این قانون، شورای عالی مبارزه با پول‌شویی به ریاست و مسئولیت وزیر امور اقتصادی و دارایی و با عضویت وزراء صنعت، معدن و تجارت، اطلاعات، کشور و رئیس بانک مرکزی برای هماهنگ‌سازی دستگاه‌های مربوط در گردآوری، پردازش و تحلیل اخبار، اسناد و مدارک، اطلاعات و گزارش‌های دریافتی، تهیه سامانه‌های اطلاعاتی هوش‌مند، شناسایی معاملات مشکوک و با هدف مقابله با جرم پول‌شویی تشکیل شد.

## مقررات پایین‌دستی
از جمله مقررات پایین‌دستی که پیرو تصویب این قانون و برای اجرای مفاد آن وضع شدند می‌توان به موارد زیر اشاره کرد:
- آیین‌نامه اجرایی قانون مبارزه با پول‌شویی (۱۳۸۸)[۴]
- تعیین ساختار و تشکیلات اجرایی شورای عالی مبارزه با پول‌شویی (۱۳۸۸)[۵]